# Lomita
Lomita ist eine Stadt im Los Angeles County im Bundesstaat Kalifornien, Vereinigte Staaten. Das U.S. Census Bureau hat bei der Volkszählung 2020 eine Einwohnerzahl von 20.921 ermittelt. Die geographischen Koordinaten sind: 33,79° Nord, 118,32° West. Das Stadtgebiet umfasst 4,9 km².

## Söhne und Töchter der Stadt
- Milo Aukerman (* 1963), Sänger der Descendents
- Bob Herron (1924–2021), Schauspieler und Stuntman
- Jacob Wysocki (* 1990), Schauspieler und Comedian

## Eisenbahnmuseum
Das kleine Lomita Railroad Museum wurde 1966 von Irene Lewis eröffnet. Das Museum verschafft einen Einblick in die Epoche der Dampfeisenbahnen. Ausgestellt sind eine Baldwin-Lokomotive von 1902, ein Southern-Pacific-Tender, ein Union-Pacific-Caboose (Anhänger) von 1910 und ein Santa-Fe-Anhänger. Das Museumsgebäude ist eine Nachbildung eines Eisenbahndepots aus dem 19. Jahrhundert, das ursprünglich in Wakefield (Massachusetts) stand. 
Das Museum beherbergt auch den Nachbau eines Wasserturms aus den 1920er Jahren aus dem Jahr 2000. Im Park stehen ein Union-Pacific-Boxcar und ein Union-Oil-Tankwagen.